# Хреново (Старосельский сельсовет, Вологодский район)
Хреново — деревня в Вологодском районе Вологодской области.
Входит в состав Старосельского сельского поселения, с точки зрения административно-территориального деления — в Старосельский сельсовет.
Расстояние по автодороге до районного центра Вологды — 42 км, до центра муниципального образования Стризнево — 1 км. Ближайшие населённые пункты — Брагино, Старое, Стризнево, Зуево.
По переписи 2002 года население — 9 человек.